# Scott Walker (politiker)
 Der er flere personer med dette navn, se Scott Walker.
Scott Kevin Walker (født 2. november 1967 i Colorado Springs) er en amerikansk politiker. Han var den 45. guvernør i den amerikanske delstat Wisconsin fra 2011 indtil 2019. Han er medlem af det Republikanske parti.
Han blev republikanernes guvernørkandidat 14. september 2010, og vandt guvernørvalget den 2. november 2010, da han besejrede sin demokratiske modstander, Milwaukees borgmester Tom Barrett. Scott Walker blev indsat som Wisconsins 45. Guvernør den 3. januar 2011, da han afløste Jim Doyle fra det Demokratiske parti.